# Thamnacarus arnoldii
Thamnacarus arnoldii är en kvalsterart som först beskrevs av Bashkirova 1958.  Thamnacarus arnoldii ingår i släktet Thamnacarus och familjen Lohmanniidae. Inga underarter finns listade i Catalogue of Life.